# فرودگاه پائو پیرنه
 فرودگاه پائو پیرنه (به انگلیسی: Pau Pyrénées Airport) (به زبان بومی: Aéroport Pau Pyrénées) یک فرودگاه همگانی با کد یاتا PUF است که یک باند فرود آسفالت دارد و طول باند آن ۲۵۰۰ متر است. این فرودگاه در شهر پو (فرانسه) کشور فرانسه قرار دارد و در ارتفاع ۱۸۸ متری از سطح دریا واقع شده‌است.

## شرکت‌های هواپیمایی و مقصدهای پروازی
| شرکت‌های هواپیمایی        | مقصدهای پروازی                            |
| ------------------------ | ----------------------------------------- |
| ایر عربیا مغرب           | مراکش-منارا                               |
| ایر فرانس                | اورلی                                     |
| ایر فرانس اجرا توسط هاپ! | لیون-سینت اگزوپری، شارل دوگل پاریس، اورلی |
| Chalair Aviation         | نانت آتلانتیک                             |
| تووین جت                 | مارسی پروانس                              |
| ولوتی                    | فصلی: نیس کوت دازور                       |